# Zack Ward
Zacharias Ward (nascido em 31 de agosto de 1970) é um ator canadense.

## Biografia
Ward nasceu em Toronto, Ontário, Canadá, filho da atriz Pam Hyatt. Ele é conhecido por seu personagem Dave Scovil (Stoner meio-irmão de Tito) no seriado da FOX Titus e como o valentão Scut Farkus em Uma História de Natal de 1983. Ele também tem participações especiais em séries de televisão populares, como NCIS, Lost, e Crossing Jordan. Ward tem vários pequenos papéis em filmes como Quase Famosos e Anne of Green Gables. Ele já apareceu nos filmes de terror Resident Evil: Apocalypse e Freddy vs. Jason. Ward também tem papéis principais em BloodRayne II: Deliverance e Postal, e ele também pode ser visto nos filmes Alone in the Dark II e O Alvo - Bem-Vindo ao Inferno.

## Ligações Externas
- Zack Ward. no IMDb.